# کورش کرم‌پور حقیقی
کورش کرم‌پور حقیقی، چهره سیاسی، پر حاشیه و نماینده مردم فیروزآباد و فراشبند و قیر کارزین، در دهمین دوره مجلس شورای اسلامی است.

## نماینده فیروزآباد در مجلس دهم
در دهمین دوره انتخابات مجلس شورای اسلامی، کورش کرم‌پور حقیقی، در لیست ائتلاف فراگیر اصلاح طلبان: گام دوم قرار داشت و توانست با کسب ۴۸٬۹۷۳ رای از مجموع ۱۴۱٬۷۸۴ رای ماخوذه صحیح راهی مجلس دهم شود.

## فعالیت‌ها
- رئیس گروه دوستی پارلمانی ایران و اسپانیا [ شامل کشورهای اسپانیا، سوئیس، ترکمنستان، تاجیکستان، افغانستان و ایران]
- مشاور رئيس مجلس در امور ايثارگران
- مسئول نظارت بر شهرداران نواحي تهران
- فرماندار مسجد سليمان سال ٨٤
- جانشین فرمانده انتظامی استان چهار محال و بختیاری در سال۸۰<
- شهردار فيروزآباد
- شهردار قير
- مسئول امور عشاير چند شهرستان در استان فارس[۳]
- ۷۲ ماه حضور در جبهه‌های دفاع تهاجم عراق به ایران[۳]